# Горшкова, Надежда Владиславовна
Надежда Владиславовна Горшкова (род. 4 ноября 1962, Ленинград) — советская и российская актриса, продюсер, член Европейской киноакадемии (EFA), член Азиатской Тихоокеанской Киноакадемии, член EWA.

## Биография
Надежда Горшкова родилась 4 ноября 1962 года. Обучаясь в школе, была приглашена в кино, роль Клавы Климковой в фильме «В моей смерти прошу винить Клаву К.» принесла ей большую известность. Она окончила ЛГИТМиК в 1986 году по специальности актриса театра и кино. Снялась ещё в 2 фильмах, но вскоре, в 1986 вышла замуж за американца и уехала в США. Она выучила английский, обзавелась личным агентом, который помог ей попасть в телешоу, ходила на кастинги. После развода вернулась в Россию, где снялась ещё в нескольких фильмах (в том числе под именем Надя Боргесани (англ. Nadya Borghesani). Потом решила переквалифицироваться из актрисы в продюсера. В 2010 выпустила фильм «Ночь длиною в жизнь», в котором сама снялась. С тех пор она продолжает заниматься продюсированием.
Окончила магистратуру театроведческого факультета РАТИ-ГИТИС.

### Личная жизнь

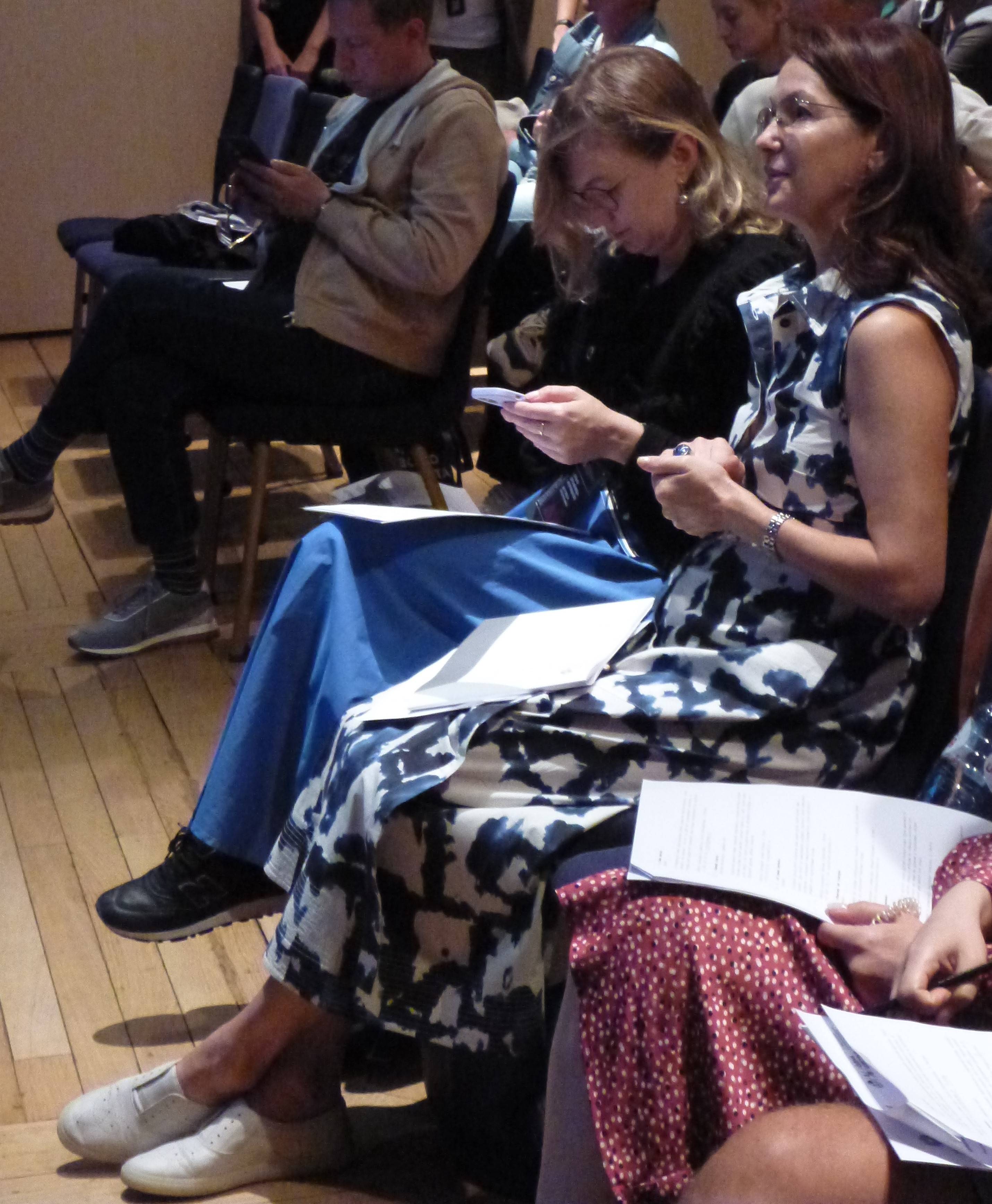
Надежда Горшкова на питчинге в Екатеринбурге, 15 августа 2022 года

В 1986 году Надежда Горшкова вышла замуж за американского юриста Марка Боргесани (юриста по образованию, из обеспеченной семьи). В этом браке у них родилась дочь Камилла. После 11 лет совместной жизни они развелись.
В 1997 году познакомилась с российским предпринимателем Сергеем, вышла за него замуж и родила сына Егора.

## Фильмография
- 1979 — В моей смерти прошу винить Клаву К. — Клава Климкова
- 1981 — На чужом празднике — Надежда Аверьянова
- 1983 — Демидовы — Глаша, дочь Гудилина
- 1992 — Цена сокровищ — Анна
- 1993 — Заложники «Дьявола» — внучка Шмелева
- 2003 — Пан или пропал — следователь Интерпола
- 2010 — Ночь длиною в жизнь — соседка-«Информагентство»

## Продюсер
- 2010 — Ночь длиною в жизнь
- 2012 — Самоубийцы
- 2015 — Вставай и бейся (Россия, Италия)
- 2016 — Чужой дом (Россия, Грузия, Испания, Хорватия)
- 2019 — Вдох-Выдох (Россия, Грузия, Швеция)
- 2021 — Уроки музыки (Россия, Грузия)
- 2022 — Антиквариат (Россия, Грузия, Хорватия)
- 2022 — Рокси (Германия, Бельгия, Россия)